# علاء الدين بوسليمي
علاء الدين بوسليمي لاعب كرة قدم تونسي و يلعب في الدفاع و يلعب حالياً مع نادي الوطني السعودي.

## روابط خارجية
علاء الدين بوسليمي على موقع قاعدة بيانات كرة القدم.إي يو (الإنجليزية)
- علاء الدين بوسليمي على موقع Soccerway.com (الإنجليزية)